# Stanisław Leopold Podymowski

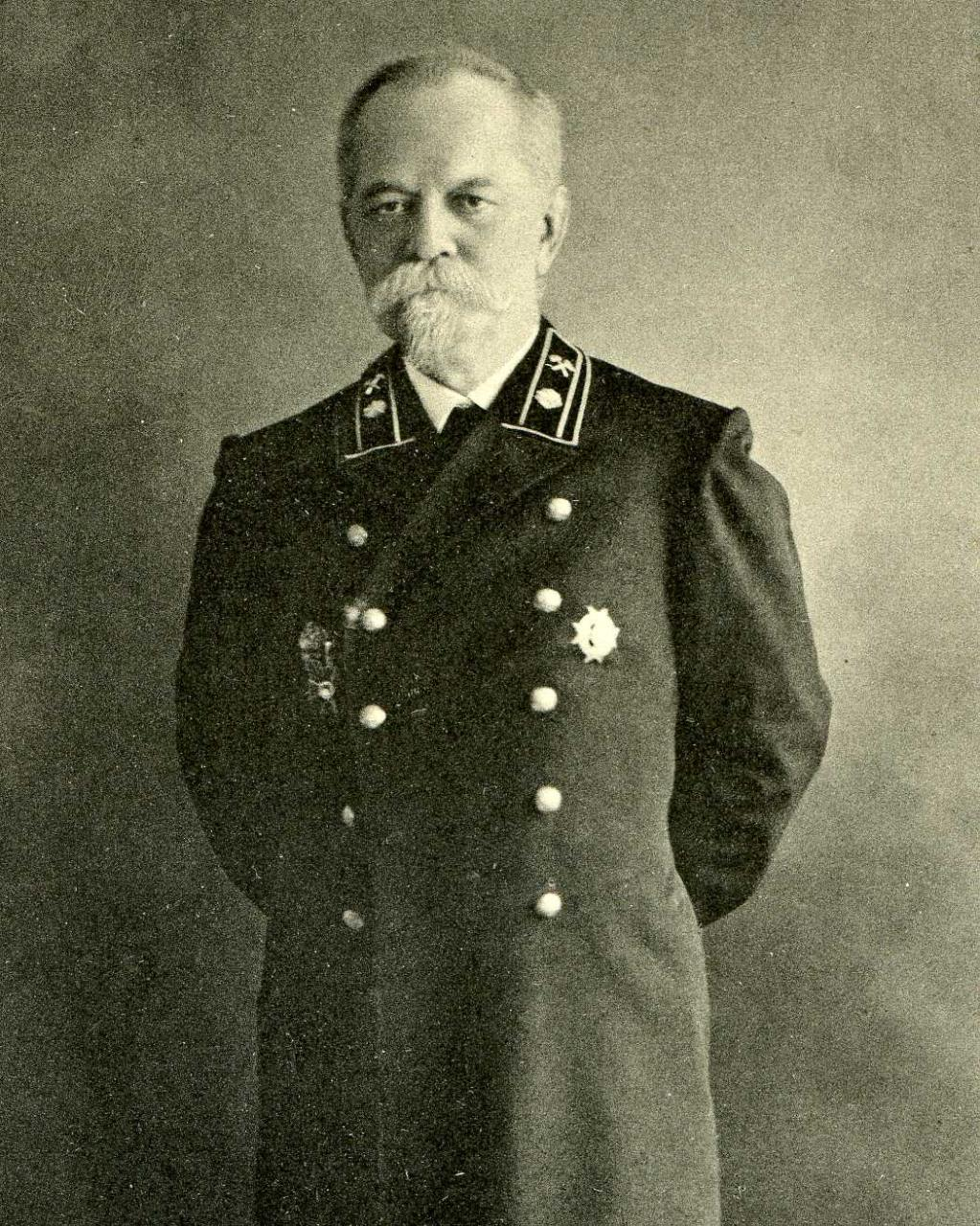
Stanisław Leopold Podymowski

Stanisław Leopold Podymowski (russisch Станислав Леопольдович Подымовский; * 25. Märzjul. / 6. April 1839greg. in Warschau; † 13. Septemberjul. / 26. September 1911greg. ebenda) war ein polnisch-russischer Bergbauingenieur, Metallurg und Büchersammler.

## Leben
Podymowski, Sohn eines Bergbaubeamten, studierte in St. Petersburg am Institut des Bergbauingenieur-Kadettenkorps mit Abschluss 1860 im Rang eines Porutschik.
Podymowski wurde in den Staatsdienst zur Verfügung des Minister-Staatssekretärs des Königreichs Polen aufgenommen und leitete die Puddelstahlproduktion in der Huta (Hüttenwerk) Bankowa in Dąbrowa Górnicza. 1869 wurde er zum Studieren der verbesserten Stahlerzeugungstechnik mit Steinkohle nach Preußen, Sachsen, Belgien und Frankreich geschickt.
Nach der Rückkehr 1870 wurde Podymowski zum Geschäftsführer des Hüttenwerks Lissitschansk ernannt. Er war ab 1871 Assistent des Bergbau-Chefs des Bezirks Lugansk und ab 1877 Assistent des Bergmeisters der Bergwerke und 1. Mitglieds des Hauptkontors des Hüttenwerks Lugansk, um schließlich Bergbau-Chef des Bezirks Lugansk zu werden. Auch übernahm er 1877 die Geschäftsführung des Gießerei-Werks Lugansk, die er 1879 wieder abgab. 1878 wurde er zum Staatsrat (5. Rangklasse) ernannt. 1881 ließ er sich beurlauben.
1892 wurde Podymowski zum Vertreter des Ministeriums für Staatsbesitz bei der Prospektion der Mittelsibirischen Eisenbahn ernannt. Von 1895 bis 1910 arbeitete er im Gouvernement Wjatka als Bezirksingenieur des 1. Bergbau-Bezirks Wjatka und Abgeordneter des Bergamtes im Gouvernementsamt Wjatka. Auch beteiligte er sich am öffentlichen Leben in Wjatka und wurde zum Vorsitzenden der Genossenschaft zur Förderung des Theaterlebens gewählt.
Als Podymowski 1910 zu einer Operation nach Warschau reiste, schenkte er der öffentlichen Bibliothek Wjatka seine Sammlung von 700 polnischsprachigen Büchern im Wert von über 500 Rubel mit einem Katalog, den er auf eigene Kosten mit einer Auflage von 100 Exemplaren in Warschau veröffentlichen ließ. Zu den wertvollsten Ausgaben in dieser Sammlung gehörte Jakub Wujeks polnische Bibelübersetzung von 1599.
Podymowski war mit Marija Leonardowna Jantschewskaja, Tochter des Staatsanwalts des Warschauer Tribunals, verheiratet, mit der er sieben Kinder hatte.

## Ehrungen
- Russischer Orden der Heiligen Anna III. Klasse (1869), II. Klasse (1878)[2]
- Sankt-Stanislaus-Orden II. Klasse (1875)[2]
- Orden des Heiligen Wladimir IV. Klasse (1897)[2]